# Agustín Navarro (pintor)

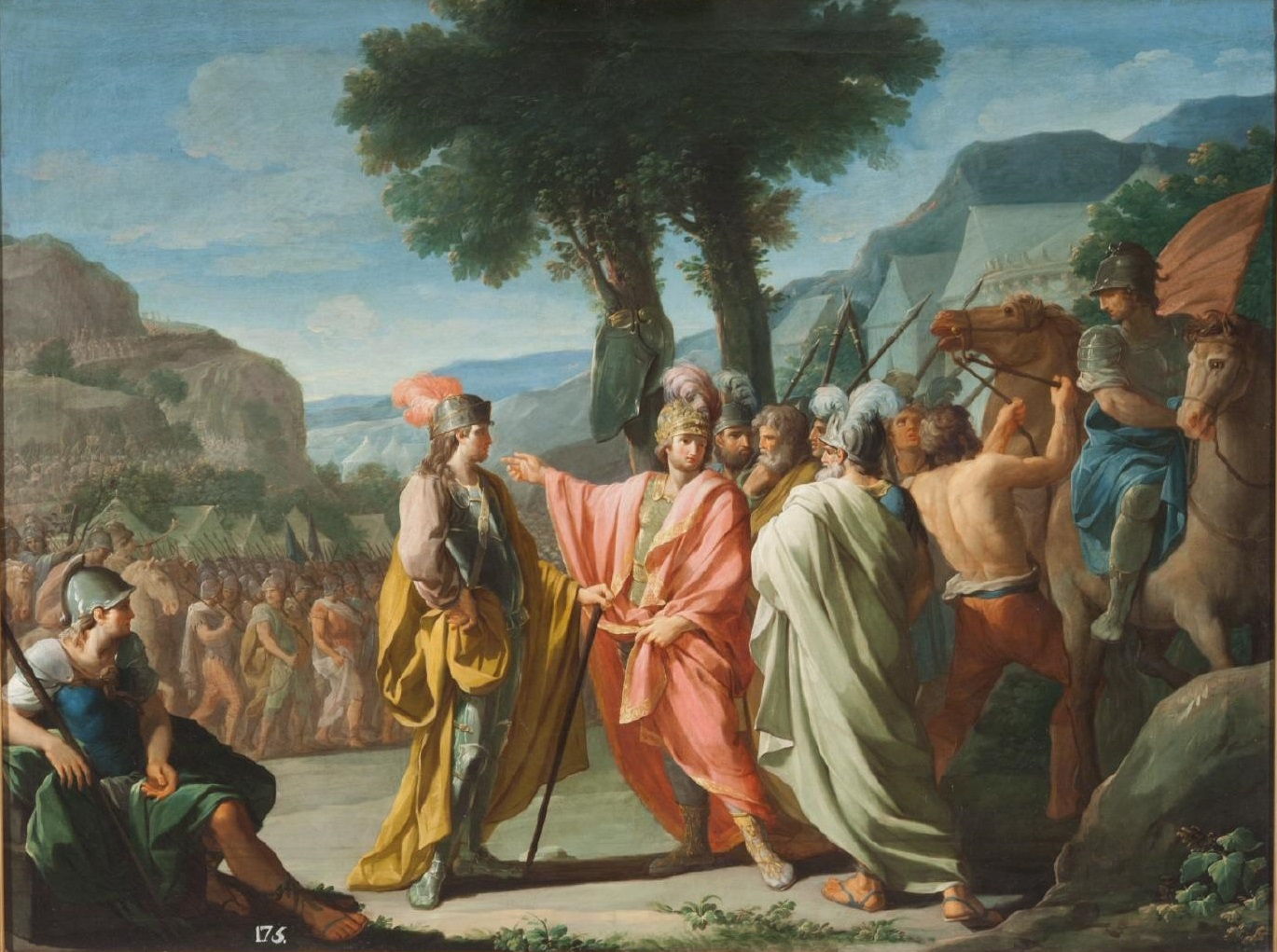
Aníbal y su ejército en los Alpes. Encuentro de dos caudillos, 1778, óleo sobre lienzo, 124 x 168 cm, Madrid, Real Academia de Bellas Artes de San Fernando.

Agustín Navarro (Mazarrón, 1754-Madrid, 1787) fue un pintor español de la Ilustración.

## Biografía
Trasladado joven a Madrid, se formó en la Real Academia de Bellas Artes de San Fernando con Alejandro González Velázquez y, a la muerte de este, con su hermano Antonio. En 1778 obtuvo el primer premio de primera clase de pintura, para el que en la «prueba de pensado» hubo de presentar un óleo cuyo tema, proporcionado por la Academia, era: «Aníbal, que con su exército de Españoles y de Africanos rompe por la aspereza de los montes, y asienta sus reales en las faldas de los Alpes», y en la prueba «de repente» un dibujo del Auto de fe celebrado en Valladolid en presencia del rey Fernando III, «que llevó un haz de leña sobre los hombros». En la propia Academia se ha conservado el óleo con el que se alzó vencedor frente a Agustín Esteve, Rafael Jimeno y José Camarón y Meliá, en el que cabe destacar lo ordenado de la composición, el cuidadoso estudio de las anatomías y los colores de tono pastel. 
Pensionado por la Academia pudo proseguir sus estudios en Roma donde, según Ceán Bermúdez, permaneció seis años, durante los cuales envió a la Academia «repetidas muestras de su adelantamiento». Entre los cuadros enviados desde Italia citaba Ceán el de la Samaritana en el pozo, conservado en la Academia con algunas otras obras de semejante carácter, como la Despedida de San Pedro y San Pablo o la Presentación alegórica del infante Carlos Eusebio (1780-1783). De regreso a Madrid, en diciembre de 1785 fue encargado por la Academia de las clases de perspectiva, interrumpidas por su temprana muerte, el 5 de julio de 1787.
Ceán citaba además, como obras expuestas al público y más conocidas, las pinturas de los altares de la parroquial de Mazarrón, algunos cuadros para el desaparecido convento de San Gil, junto al Palacio Real de Madrid, y otro de Santa Lucía para el altar mayor de su capilla en la Catedral de Toledo.